# Espluga del Corral del Peló
L'Espluga del Corral del Peló és una cavitat del terme de Conca de Dalt, al Pallars Jussà, dins de l'antic terme d'Hortoneda de la Conca, en territori de l'antic poble de Perauba.
Està situada al costat de migdia del Roc del Corral del Peló, a l'est-nord-est de les Roques de Brunet. És a l'extrem oriental de la Solana de la Gargalla, a la dreta de la llau de Brunet meridional.